# San Francisco de Macorís
San Francisco de Macorís – miasto w północnej Dominikanie, w paśmie górskim Cordillera Septentrional, ośrodek administracyjny prowincji Duarte. Około 132 tys. mieszkańców.
W mieście rozwinął się przemysł spożywczy oraz odzieżowy.